# Georg Nikolaus von Balthasar
Georg Nikolaus Balthasar, ab 1746 von Balthasar (* 23. August 1692 in Greifswald; † 31. Juli 1753 in Netzeband), war ein deutscher Militär in schwedischen Diensten. Er war Stadtkommandant von Greifswald.
Georg Nikolaus (Jurgen Niklas) von Balthasar war ein Sohn von Jakob Balthasar (1652–1706) und seiner Ehefrau Anna Katharina (1669–1742), Tochter des Greifswalder Professors Friedrich Gerdes. Er war Capitain unter Karl XII. von Schweden. Er hielt im Nordischen Krieg die beiden Belagerungen von Stralsund 1711 und 1713 aus, nahm am Norwegenfeldzug (1716) teil und war zuletzt als Major Kommandant von Greifswald. 
Nach seiner Abdankung pachtete er um 1733 das Königliche Dominialgut Netzeband. 1746 wurde er zusammen mit seinen Brüdern Jakob Heinrich, Augustin und Johann Gustav mit kaiserlichem Diplom in den erblichen Adelsstand erhoben. In der Nacht vom 30. zum 31. Juli 1753 kam er in Netzeband, bereits bei der Belagerung Stralsunds ertaubt und daher nicht in der Lage den Feueralarm zu hören, bei einem Brand um. Mit ihm starb seine 20-jährige Tochter Anna Barbara, die ihn retten wollte.
Er war verheiratet mit Eleonore von Hertel († 9. Dezember 1773) und hatte mit ihr die Kinder
- Philipp Christopher, Feldmarschall in französischen Diensten
- Jakob Wilhelm († 1807), Major in französischen Diensten
- Johann Gustav
- Anna Barbara († 1753)